# Scoletoma parvapedata
Scoletoma parvapedata är en ringmaskart som först beskrevs av Treadwell 1901.  Scoletoma parvapedata ingår i släktet Scoletoma och familjen Lumbrineridae. Inga underarter finns listade i Catalogue of Life.